# 夢見波事件
「夢見波」事件（ゆめみはじけん）は、北朝鮮（朝鮮民主主義人民共和国）によるスパイ事件。1988年（昭和63年）5月25日摘発（検挙）。

## 概要
八尾恵（1950年、兵庫県尼崎市生まれ）は、1977年（昭和52年）2月に北朝鮮に渡り、そこでよど号ハイジャック事件（1970年）実行犯の1人、柴田泰弘（1953年、神戸市生まれ）と結婚した。八尾恵は、観光を兼ねた社会体制見学のため、短期滞在の予定で北京経由で北朝鮮に入国したが、彼女はそこで自身の意に反して2カ月以上軟禁状態に置かれて思想教育がなされ、同年5月に柴田と強制的に結婚させられたという。彼女によれば、柴田との結婚をまったく望んでいなかったが独裁政治の下での命令は絶対であり、拒むことができなかった。
1978年5月6日、金正日は「日本革命に関する根本問題」（通称「日本革命テーゼ」）という文書を示して、よど号犯らに自主革命党による日本革命を指令した。よど号グループによる日本人拉致が開始したのは、これ以降である。金正日はよど号グループのメンバーに書簡を出し、自主革命党を作ること、党員を増やすこと、そのために拉致をすることを命じた。金正日は書簡のなかで、「主体的力量の準備」や「暴力革命の準備」という言葉を用いており、「主体的力量の準備」とは、よど号グループのリーダーだった田宮高麿によれば「日本革命のために作った自主革命党を発展的に成長させるためメンバーを増やさないといけない」という意味である。また、「暴力革命の準備」とは、田宮によれば「自衛隊員によるクーデターなど攪乱工作の準備」という意味であった。
1984年夏、八尾恵はよど号グループの最高指導者、田宮高麿から「日本革命」のために日本国内で人員を集める命令を受けて帰国し、防衛大学校の学生をオルグ（組織）するため、1987年、偽名を用いて神奈川県横須賀市にスナック「カフェバースクエア・おんなのことおとこのこの夢見波（ゆめみは）」を開いた。開店資金は、朝鮮労働党から出たものと考えられる。
夫の柴田泰弘もひそかに入国していた。1988年1月、「横須賀でスナック経営をしている女が大韓航空機爆破事件に関与している」という情報が神奈川県警察本部警備部外事課に入った。その後の調べで、彼女が1982年以降コペンハーゲンで北朝鮮の外交官と接触していたことや東ヨーロッパ共産圏での出入国記録など北朝鮮人脈との関係を示す証拠が出てきた。
夫の柴田は1988年5月6日に逮捕され、八尾恵は同年5月25日、神奈川県警察外事課により有印私文書偽造・同行使の容疑で逮捕された。調査の結果、八尾が北朝鮮工作員と接触したことは判明したが、罰金5万円で略式命令で釈放された。八尾恵と柴田泰弘が夫婦関係にあったことは当時わかっていなかった。